# Honda Yuki
Yuki Honda (本多 勇喜 (Bản-Đa Dũng-Hỷ) Honda Yūki, sinh ngày 2 tháng 1 năm 1991) là một cầu thủ bóng đá người Nhật Bản thi đấu ở vị trí hậu vệ cho Kyoto Sanga.

## Sự nghiệp
Honda ra mắt chính thức cho Nagoya Grampus ở J. League ngày 16 tháng 3 năm 2013 trước Ventforet Kofu, anh ghi bàn thắng quyết định cho Grampus khi còn 4 phút nữa là bù giờ ở hiệp 2 để giúp đội bóng có chiến thắng 1–0.
Vào tháng 12 năm 2015, Honda ký hợp đồng với Kyoto Sanga F.C..

## Thống kê sự nghiệp

### Câu lạc bộ
Cập nhật đến ngày 23 tháng 2 năm 2018.
| Câu lạc bộ          | Mùa giải            | Giải vô địch | Giải vô địch | J.League Cup | J.League Cup | Emperors Cup | Emperors Cup | AFC     | AFC       | Tổng    | Tổng      |
| Câu lạc bộ          | Mùa giải            | Số trận      | Bàn thắng    | Số trận      | Bàn thắng    | Số trận      | Bàn thắng    | Số trận | Bàn thắng | Số trận | Bàn thắng |
| ------------------- | ------------------- | ------------ | ------------ | ------------ | ------------ | ------------ | ------------ | ------- | --------- | ------- | --------- |
| Nagoya Grampus      | 2013                | 5            | 1            | 0            | 0            | 2            | 0            | —       | —         | 7       | 1         |
| Nagoya Grampus      | 2014                | 33           | 0            | 3            | 0            | 5            | 0            | —       | —         | 41      | 0         |
| Nagoya Grampus      | 2015                | 29           | 0            | 0            | 0            | 8            | 0            | —       | —         | 37      | 0         |
| Kyoto Sanga         | 2016                | 39           | 1            | 1            | 0            | —            | —            | —       | —         | 40      | 1         |
| Kyoto Sanga         | 2017                | 38           | 2            | 1            | 0            | —            | —            | —       | —         | 39      | 2         |
| Tổng cộng sự nghiệp | Tổng cộng sự nghiệp | 144          | 4            | 5            | 0            | 15           | 0            | —       | —         | 164     | 4         |